# Месолакос
Месолакос или Зигост (на гръцки: Μεσόλακκος, до 1927 година: Ζυγόστι, Зигости) е село в Република Гърция, дем Гревена, област Западна Македония.

## География
Селото е разположено на 610 m надморска височина, на 9 km източно от град Гревена, от дясната (западна) страна на река Бистрица (Алиакмонас).

## История

### В Османската империя
В края на ХІХ век Зигости е гръцко християнско село в Гребенската каза на Османската империя. Според статистиката на Васил Кънчов през 1900 година в Зигостъ живеят 170 гърци.
На Етнографската карта на Битолския вилает на Картографския институт в София от 1901 година Зигос е чисто гръцко село в Гревенската каза на Серфидженския санджак с 24 къщи.
Според статистика на Серфидженския санджак на гръцкото консулство в Еласона от 1904 година в Зигости (Ζυγόστι), Гревенска каза, живеят 140 гърци елинофони християни.

### В Гърция
През Балканската война в 1912 година в селото влизат гръцки части и след Междусъюзническата в 1913 година Зигост влиза в състава на Кралство Гърция.
През 1927 година името на селото е сменено на Месолакос.
Землището на селото се напоява добре и населението произвежда жито и овошки, като се занимава частично и с краварство.
| Година    | 1913 | 1920 | 1928 | 1940 | 1951 | 1961 | 1971 | 1981 | 1991 | 2001 | 2011 | 2021 |
| --------- | ---- | ---- | ---- | ---- | ---- | ---- | ---- | ---- | ---- | ---- | ---- | ---- |
| Население | 175  | 160  | 168  | 217  | 222  | 233  | 158  | 116  | 70   | 84   | 49   | 30   |

## Личности
Родени в Месолакос
- Дуфекас (Ντουφέκας), гръцки андартски деец, водач на Йоанис Каравитис[8]